# Zdenko Paumgartten
Zdenko Paumgartten (* 24. November 1903 in Mostywielki, Österreich-Ungarn; † 27. Oktober 1984 in Salzburg) war ein  österreichischer General der Infanterie und von 1961 bis 1968 Befehlshaber der Gruppe III in Salzburg.

## Leben
Als Sohn des k.u.k. Offiziers Eugen von Paumgartten (1864–1941) und der Franziska de Paula, geb. Gräfin Logothetti (1873–1941), in Galizien geboren, besuchte er die Volksschule in Hall in Tirol, die Militärunterrealschule in Bad Fischau in Niederösterreich und die Infanteriekadettenschule in Wien-Breitensee. Beim Zusammenbruch des alten Reiches schloss er sich als 16-Jähriger den ungarischen königstreuen Truppen an. Nach einigen Jahren Arbeit in der zivilen Wirtschaft trat er am 7. April 1926 seinen Dienst im ersten Bundesheer beim Tiroler Alpenjägerregiment Nr. 12 an. In den folgenden fünf Jahren durchlief er die untersten Chargengrade, bis er 1931 zur Offiziersausbildung zugelassen wurde. Er beendete sie 1933 und kehrte als Fähnrich zu seinem Regiment zurück. Im Jänner 1934 wurde er Leutnant, Ende 1937 wurde er als Oberleutnant Kommandant einer MG-Kompanie.
Nach dem deutschen Einmarsch 1938 wurde er in die Wehrmacht übernommen, im Oktober zum Hauptmann befördert und am 1. September 1939 zur Generalstabsausbildung nach Berlin einberufen. Noch während der Ausbildungszeit erfolgte die praktische Schulung im Einsatz. Am 1. November 1941 wurde er in den Generalstab übernommen und nahm in Stäben der Divisions- und Korpsebene an den Feldzügen in Frankreich, der Sowjetunion und Finnland teil. Im Jänner 1942 zum Major i. G. befördert, war er zunächst im Stab der 7. Gebirgsdivision und ab September 1942 Erster Generalstabsoffizier (Ia) beim XXVI. Armeekorps. Im April 1943 wurde er zum Oberstleutnant i. G. befördert. Ab 1. September 1943 war er Stabschef des LI. Gebirgs-Armeekorps.
Nach Kriegsende stellte er sich sogleich der wiedererstandenen Republik zur Verfügung und wurde bereits am 1. August 1945 zum Chef der Heeresamtsstelle Tirol ernannt. Nach deren von den Alliierten erzwungenen Auflösung wurde er zunächst pensioniert. Nach kurzer Dienstleistung beim Magistrat Innsbruck war er bis 1955 im Auftrag der französischen Besatzungsmacht Verbindungsoffizier der Außenstelle Innsbruck des Bundeskanzleramtes beim Kommando der US-Truppen in Salzburg. In diesen Jahren schloss er auch sein Studium der Wirtschaftswissenschaften als Diplom-Volkswirt und schließlich 1952 mit dem Doktorat ab. Von besonderer Bedeutung waren seine Vorarbeiten für die Wiedererrichtung des Bundesheeres, die er in Zusammenarbeit mit dem in Wien tätigen späteren General Liebitzky und Oberst Maximilian Ronge, dem letzten Chef des Evidenzbüros, des Militärgeheimdienstes der k.u.k. Monarchie der unter der Dollfuß-Ära ab 1933 als Leiter des staatspolizeilichen Sonderbüros vorstand, leistete. Als österreichischer Vertreter beim sogenannten „Salzburger Komitee“ – der Verbindungsstelle zu den westlichen Alliierten zum Zweck der Aufstellung bewaffneter Kräfte – stand er mit Liebitzkys „Wiener Komitee“ in engstem Kontakt.
Nach Abschluss des Staatsvertrages wurde Paumgartten als Oberst in den Personalstand des neuen Bundesheeres übernommen. Seit Anfang 1956 in den Generalstab – damals „höherer militärischer Dienst“ genannt – übernommen, war er zunächst mit Organisationsfragen beschäftigt. Ab August 1957 wurde er erster Militär- und Luftattaché an der österreichischen Botschaft in Paris. Im April 1960 kehrte er zurück, um als Stellvertreter des Leiters der Sektion I, General Liebitzky, tätig zu werden. Am 1. Juli 1961 wurde er zum Befehlshaber der Gruppe III in Salzburg bestellt und zum Generalmajor ernannt. Am 1. Juli 1966 erfolgte seine Beförderung zum General der Infanterie. Nach siebeneinhalbjähriger Tätigkeit als Befehlshaber trat er mit Ablauf des Jahres 1968 in den Ruhestand.